# Nordplätt
Nordplätt (Dendrocorticium polygonioides) är en svampart som först beskrevs av Petter Adolf Karsten, och fick sitt nu gällande namn av M.J. Larsen & Gilb. 1974. Dendrocorticium polygonioides ingår i släktet Dendrocorticium och familjen Corticiaceae.  Arten är reproducerande i Sverige. Inga underarter finns listade i Catalogue of Life.
I den svenska databasen Dyntaxa används istället namnet Corticium polygonioides för samma taxon.  Arten är reproducerande i Sverige.